# Quadro de medalhas dos Jogos Pan-Americanos de 1987
Abaixo, as medalhas distribuidas nos Jogos Pan-Americanos de 1987 em Indianápolis, nos EUA. Os Estados Unidos lideraram o número de medalhas de ouro no total das medalhas. Em negrito, o país sede.
| Quadro de Medalhas - Indianápolis 1987 | Quadro de Medalhas - Indianápolis 1987 | Quadro de Medalhas - Indianápolis 1987 | Quadro de Medalhas - Indianápolis 1987 | Quadro de Medalhas - Indianápolis 1987 | Quadro de Medalhas - Indianápolis 1987 |
| -------------------------------------- | -------------------------------------- | -------------------------------------- | -------------------------------------- | -------------------------------------- | -------------------------------------- |
| Pos.                                   | País                                   | Ouro                                   | Prata                                  | Bronze                                 | Total                                  |
| 1                                      | Estados Unidos                         | 169                                    | 120                                    | 81                                     | 370                                    |
| 2                                      | Cuba                                   | 75                                     | 52                                     | 48                                     | 175                                    |
| 3                                      | Canadá                                 | 30                                     | 56                                     | 75                                     | 161                                    |
| 4                                      | Brasil                                 | 14                                     | 14                                     | 33                                     | 61                                     |
| 5                                      | Argentina                              | 12                                     | 14                                     | 22                                     | 48                                     |
| 6                                      | México                                 | 9                                      | 11                                     | 18                                     | 38                                     |
| 7                                      | Venezuela                              | 3                                      | 12                                     | 12                                     | 27                                     |
| 8                                      | Colômbia                               | 3                                      | 8                                      | 13                                     | 24                                     |
| 9                                      | Porto Rico                             | 3                                      | 6                                      | 20                                     | 29                                     |
| 10                                     | Costa Rica                             | 3                                      | 4                                      | 6                                      | 13                                     |
| 11                                     | Jamaica                                | 2                                      | 3                                      | 8                                      | 13                                     |
| 12                                     | Uruguai                                | 2                                      | 2                                      | 2                                      | 6                                      |
| 13                                     | Chile                                  | 1                                      | 2                                      | 4                                      | 7                                      |
| 14                                     | Suriname                               | 1                                      | 0                                      | 1                                      | 2                                      |
| 15                                     | Peru                                   | 0                                      | 4                                      | 3                                      | 7                                      |
| 16                                     | República Dominicana                   | 0                                      | 3                                      | 9                                      | 12                                     |
| 17                                     | Panamá                                 | 0                                      | 3                                      | 1                                      | 4                                      |
| 18                                     | Bahamas                                | 0                                      | 2                                      | 3                                      | 5                                      |
| 19                                     | Equador                                | 0                                      | 1                                      | 5                                      | 6                                      |
| 20                                     | Ilhas Virgens Americanas               | 0                                      | 1                                      | 1                                      | 2                                      |
| 20                                     | Trinidad & Tobago                      | 0                                      | 1                                      | 1                                      | 2                                      |
| 22                                     | Guatemala                              | 0                                      | 0                                      | 2                                      | 2                                      |
| 23                                     | Antilhas Holandesas                    | 0                                      | 0                                      | 1                                      | 1                                      |
| 23                                     | Bermudas                               | 0                                      | 0                                      | 1                                      | 1                                      |
| 23                                     | El Salvador                            | 0                                      | 0                                      | 1                                      | 1                                      |
| 23                                     | Guiana                                 | 0                                      | 0                                      | 1                                      | 1                                      |
| 23                                     | Paraguai                               | 0                                      | 0                                      | 1                                      | 1                                      |